# Idrettsklubben Start 2014
Questa voce raccoglie le informazioni riguardanti l'Idrettsklubben Start nelle competizioni ufficiali della stagione 2014.

## Stagione
Il vista del campionato 2014, lo stadio dello Start ha mutato il nome in Sparebanken Sør Arena, per motivi di sponsorizzazione. Il club, sotto la guida tecnica di Mons Ivar Mjelde, ha raggiunto il dodicesimo posto in campionato, frutto di 10 vittorie, 5 pareggi e 15 sconfitte. In Coppa di Norvegia il club ha superato i primi tre turni della competizione (rispettivamente contro Høllen, Jerv e Vard), per poi essere sconfitto agli ottavi di finale dal Sarpsborg 08. 

## Maglie e sponsor
Lo sponsor tecnico per la stagione 2014 è stato Umbro, mentre lo sponsor ufficiale è stato Sparebanken Sør. La divisa casalinga era composta da una maglietta gialla con una inserti neri, pantaloncini neri e calzettoni gialli. Quella da trasferta era invece costituita da una maglia blu con inserti bianchi, pantaloncini bianchi e calzettoni blu.
| Casa | Trasferta |

## Rosa
| N. |                       | Ruolo | Calciatore      |
| -- | --------------------- | ----- | --------------- |
| 1  | Norvegia (bandiera)   | P     | Håkon Opdal     |
| 2  | Norvegia (bandiera)   | D     | Glenn Andersen  |
| 4  | Nigeria (bandiera)    | C     | Seyi Olofinjana |
| 4  | Austria (bandiera)    | D     | Markus Berger   |
| 5  | Norvegia (bandiera)   | D     | Robert Sandnes  |
| 6  | Senegal (bandiera)    | C     | Babacar Sarr    |
| 8  | Norvegia (bandiera)   | C     | Espen Hoff      |
| 9  | Ghana (bandiera)      | A     | Ernest Asante   |
| 10 | Nigeria (bandiera)    | C     | Solomon Owello  |
| 11 | Costa Rica (bandiera) | A     | Jorge Castro    |
| 13 | Norvegia (bandiera)   | A     | Zlatko Tripić   |
| 14 | Norvegia (bandiera)   | C     | Espen Børufsen  |
| 15 | Costa Rica (bandiera) | D     | Bismar Acosta   |
| 16 | Norvegia (bandiera)   | A     | Alexander Lind  |

| N. |                       | Ruolo | Calciatore             |
| -- | --------------------- | ----- | ---------------------- |
| 17 | Islanda (bandiera)    | C     | Guðmundur Kristjánsson |
| 18 | Islanda (bandiera)    | A     | Matthías Vilhjálmsson  |
| 19 | Norvegia (bandiera)   | D     | Kristoffer Ajer        |
| 20 | Norvegia (bandiera)   | D     | John Olav Norheim      |
| 21 | Norvegia (bandiera)   | D     | Jon Hodnemyr           |
| 22 | Norvegia (bandiera)   | A     | Lars-Jørgen Salvesen   |
| 24 | Norvegia (bandiera)   | P     | Pål Vestly Heigre      |
| 24 | Norvegia (bandiera)   | C     | Robert Skårdal         |
| 26 | Norvegia (bandiera)   | D     | Jesper Mathisen        |
| 28 | Norvegia (bandiera)   | D     | Rolf Daniel Vikstøl    |
| 30 | Norvegia (bandiera)   | P     | Terje Reinertsen       |
| 32 | Norvegia (bandiera)   | C     | Mathias Rasmussen      |
| 33 | Norvegia (bandiera)   | D     | Amin Nouri             |
| 99 | Costa Rica (bandiera) | C     | Fernando Paniagua      |

## Calciomercato

### Sessione invernale(dal 01/01 al 31/03)
| Acquisti | Acquisti             | Acquisti            | Acquisti   |
| R.       | Nome                 | da                  | Modalità   |
| -------- | -------------------- | ------------------- | ---------- |
| D        | Markus Berger        | Čornomorec'         | definitivo |
| D        | Jon Hodnemyr         | Vindbjart           | definitivo |
| D        | John Olav Norheim    | Flekkerøy           | definitivo |
| D        | Robert Sandnes       | Stjarnan            | definitivo |
| C        | Fernando Paniagua    | Univ. de Costa Rica | definitivo |
| A        | Alexander Lind       | Donn                | definitivo |
| A        | Lars-Jørgen Salvesen | Vigør               | definitivo |
| A        | Zlatko Tripić        | Molde               | definitivo |

| Cessioni | Cessioni         | Cessioni          | Cessioni   |
| R.       | Nome             | a                 | Modalità   |
| -------- | ---------------- | ----------------- | ---------- |
| D        | Alain Delgado    |                   | svincolato |
| D        | Birger Madsen    |                   | ritiro     |
| C        | Markus Heikkinen |                   | svincolato |
| C        | Sondre Tronstad  | Huddersfield Town | definitivo |
| A        | Henrik Dahlum    |                   | svincolato |
| A        | Joachim Eriksen  | Vindbjart         | prestito   |
| A        | Omar Marković    | Lyngdal           | prestito   |
| A        | Christian Tveit  |                   | svincolato |

### Operazioni successive alla sessione invernale
| Acquisti | Acquisti | Acquisti | Acquisti |
| R.       | Nome     | da       | Modalità |
| -------- | -------- | -------- | -------- |

| Cessioni | Cessioni      | Cessioni | Cessioni   |
| R.       | Nome          | a        | Modalità   |
| -------- | ------------- | -------- | ---------- |
| D        | Markus Berger |          | svincolato |

### Sessione estiva(dal 15/07 all'11/08)
| Acquisti | Acquisti        | Acquisti   | Acquisti   |
| R.       | Nome            | da         | Modalità   |
| -------- | --------------- | ---------- | ---------- |
| D        | Kristoffer Ajer | Lillestrøm | definitivo |
| C        | Seyi Olofinjana |            | svincolato |

| Cessioni | Cessioni          | Cessioni     | Cessioni   |
| R.       | Nome              | a            | Modalità   |
| -------- | ----------------- | ------------ | ---------- |
| D        | John Olav Norheim | Flekkerøy    | prestito   |
| C        | Babacar Sarr      | Sogndal      | definitivo |
| C        | Robert Skårdal    | Flekkerøy    | prestito   |
| A        | Jorge Castro      | Sarpsborg 08 | prestito   |

### Operazioni successive alla sessione estiva
| Acquisti | Acquisti          | Acquisti | Acquisti   |
| R.       | Nome              | da       | Modalità   |
| -------- | ----------------- | -------- | ---------- |
| P        | Pål Vestly Heigre | Viking   | prestito   |
| D        | Adi Markovic      | Lyngdal  | definitivo |

| Cessioni | Cessioni | Cessioni | Cessioni |
| R.       | Nome     | a        | Modalità |
| -------- | -------- | -------- | -------- |

## Risultati

### Eliteserien

#### Girone di andata
| Arbitro: | Moen (Haugesund) |

|                                                 |           |                 |
| Wikheim 17’, 69’ Francisco Júnior 35’ Sørum 46’ | Marcatori | 10’, 27’ Asante |

| Arbitro: | Kjensli (Oslo) |

|                                      |           |             |
| Sarr 71’ Berger 75’ Kristjánsson 77’ | Marcatori | 23’ Engblom |

| Arbitro: | Johnsen (Tønsberg) |

|              |           |             |
| Ernemann 45’ | Marcatori | 88’ Vikstøl |

| Arbitro: | Rafiq (Oslo) |

|               |           |                       |
| Arnefjord 89’ | Marcatori | 38’ Tripić 59’ Asante |

| Arbitro: | Johansen (Brevik) |

|  |           |                               |
|  | Marcatori | 5’ de Lanlay 20’ Þorsteinsson |

| Arbitro: | Moen (Haugesund) |

|                                   |           |  |
| Gulbrandsen 44’ Acosta 55’ (aut.) | Marcatori |  |

| Arbitro: | Staberg (Harstad) |

|          |           |                   |
| Hoff 33’ | Marcatori | 80’ (rig.) Berger |

| Arbitro: | Lundby (Bøverbru) |

|                      |           |              |
| Otoo 67’ Valsvik 90’ | Marcatori | 65’ Andersen |

| Arbitro: | Johnsen (Tønsberg) |

|                     |           |                             |
| Hoff 61’ Tripić 79’ | Marcatori | 15’, 90’ (rig.) Kjartansson |

| Arbitro: | Edvartsen (Hamar) |

|                 |           |              |
| Laajab 45’, 80’ | Marcatori | 36’ Andersen |

| Arbitro: | Helgerud (Lier) |

|  |           |                   |
|  | Marcatori | 66’ (aut.) Owello |

| Arbitro: | Døvle (Larvik) |

|              |           |                      |
| Trondsen 67’ | Marcatori | 18’ Nouri 81’ Castro |

| Arbitro: | Sandmoen (Kjelsås) |

|                     |           |                                   |
| Castro 60’ Hoff 90’ | Marcatori | 20’, 53’ Søderlund 36’, 87’ Riski |

| Arbitro: | Hagen (Grue) |

|                                         |           |            |
| Tripić 33’ (rig.) Børufsen 47’ Hoff 68’ | Marcatori | 36’ Mjelde |

| Arbitro: | Hobber Nilsen (Oslo) |

|           |           |                      |
| Rubio 80’ | Marcatori | 4’, 15’ Vilhjálmsson |

#### Girone di ritorno
| Arbitro: | Rafiq (Oslo) |

|                            |           |            |
| Sané 72’ (aut.) Asante 90’ | Marcatori | 56’ Laajab |

| Arbitro: | Johnsen (Tønsberg) |

|                                            |           |          |
| Gytkjær 12’, 42’ Bamberg 67’ Sema 71’, 88’ | Marcatori | 11’ Hoff |

| Arbitro: | Kjensli (Oslo) |

|          |           |           |
| Hoff 74’ | Marcatori | 72’ Chima |

| Arbitro: | Rafiq (Oslo) |

|                                 |           |                         |
| Diskerud 29’ Søderlund 43’, 83’ | Marcatori | 17’ Asante 26’ Børufsen |

| Arbitro: | Sandmoen (Kjelsås) |

|                      |           |                                     |
| Acosta 4’ Asante 88’ | Marcatori | 23’ Adjei-Boateng 38’, 67’ Ogunjimi |

| Arbitro: | Hobber Nilsen (Oslo) |

|                                          |           |              |
| Bentley 57’ Storbæk 75’ Johnsen 87’, 90’ | Marcatori | 12’ Børufsen |

| Arbitro: | Edvartsen (Hamar) |

|                                         |           |               |
| Tripić 4’ Vikstøl 38’ Asante 84’ (rig.) | Marcatori | 35’, 49’ Otoo |

| Arbitro: | Johnsen (Tønsberg) |

|                             |           |                                   |
| Vilhjálmsson 67’ Asante 90’ | Marcatori | 48’ Brustad 71’ Jacobson 78’ Boli |

| Arbitro: | Hobber Nilsen (Oslo) |

|  |           |                  |
|  | Marcatori | 68’ Vilhjálmsson |

| Arbitro: | Johansen (Brevik) |

|                          |           |          |
| Ajer 21’ Tripić 80’, 82’ | Marcatori | 75’ Wiig |

| Arbitro: | Moen (Haugesund) |

|              |           |                                     |
| Pedersen 82’ | Marcatori | 18’ Vilhjálmsson 62’ (aut.) Karadas |

| Arbitro: | Johnsen (Tønsberg) |

|            |           |                           |
| Owello 87’ | Marcatori | 14’ James 90’ Orry Larsen |

| Arbitro: | Hobber Nilsen (Oslo) |

|                                     |           |                          |
| Pálmason 33’, 38’, 69’ Knudtzon 50’ | Marcatori | 72’ (aut.) Kind Mikalsen |

| Arbitro: | Helgerud (Lier) |

|                                          |           |                                  |
| Kristjánsson 45’ Acosta 90’ Salvesen 90’ | Marcatori | 13’ Frejd 39’ Midtsjø 47’ Brenes |

| Arbitro: | Moen (Haugesund) |

|             |           |  |
| Stengel 40’ | Marcatori |  |

### Norgesmesterskapet
| Arbitro: | Larsen |

|  |           |                                                  |
|  | Marcatori | 33’ Vilhjálmsson 57’ Lind 76’, 79’ (rig.) Tripić |

| Arbitro: | Saggi |

|          |           |                         |
| Pepa 16’ | Marcatori | 74’ Andersen 90’ Castro |

| Arbitro: | Helgerud (Lier) |

|                                            |           |  |
| Vilhjálmsson 4’, 88’ Acosta 33’ Castro 79’ | Marcatori |  |

| Arbitro: | Berntsen (Vang) |

|                                      |           |                           |
| Samuel 3’ (rig.), 57’ Dja Djédjé 81’ | Marcatori | 56’ Hoff 86’ Vilhjálmsson |

## Statistiche

### Statistiche di squadra
| Competizione      | Punti | Totale | Totale | Totale | Totale | Totale | Totale | D.R. |
| Competizione      | Punti | G      | V      | N      | P      | Gf     | Gs     | D.R. |
| ----------------- | ----- | ------ | ------ | ------ | ------ | ------ | ------ | ---- |
| Eliteserien       | 35    | 30     | 10     | 5      | 15     | 47     | 60     | -13  |
| Coppa di Norvegia | -     | 4      | 3      | 0      | 1      | 12     | 4      | +8   |
| Totale            | 29    | 34     | 13     | 5      | 16     | 59     | 64     | -5   |

### Statistiche dei giocatori
In corsivo i calciatori che hanno lasciato la società durante la stagione.
| Giocatore       | Eliteserien | Eliteserien | Eliteserien | Eliteserien | Coppa di Norvegia | Coppa di Norvegia | Coppa di Norvegia | Coppa di Norvegia | Totale   | Totale | Totale      | Totale     |
| Giocatore       | Presenze    | Reti        | Ammonizioni | Espulsioni  | Presenze          | Reti              | Ammonizioni       | Espulsioni        | Presenze | Reti   | Ammonizioni | Espulsioni |
| --------------- | ----------- | ----------- | ----------- | ----------- | ----------------- | ----------------- | ----------------- | ----------------- | -------- | ------ | ----------- | ---------- |
| H. Opdal        | 20          | -39         | 1           | 0           | 1                 | -3                | 0                 | 0                 | 21       | -42    | 1           | 0          |
| G. Andersen     | 27          | 2           | 2           | 0           | 3                 | 1                 | 0                 | 0                 | 30       | 3      | 2           | 0          |
| S. Olofinjana   | 7           | 0           | 2           | 0           | 0                 | 0                 | 0                 | 0                 | 7        | 0      | 2           | 0          |
| M. Berger       | 11          | 1           | 4           | 0           | 3                 | 0                 | 2                 | 0                 | 14       | 1      | 6           | 0          |
| R. Sandnes      | 15          | 0           | 1           | 0           | 2                 | 0                 | 0                 | 0                 | 17       | 0      | 1           | 0          |
| B. Sarr         | 13          | 1           | 1           | 0           | 4                 | 0                 | 1                 | 0                 | 17       | 1      | 2           | 0          |
| E. Hoff         | 28          | 6           | 3           | 0           | 2                 | 1                 | 1                 | 0                 | 30       | 7      | 4           | 0          |
| E. Asante       | 29          | 8           | 3           | 0           | 4                 | 0                 | 0                 | 0                 | 33       | 8      | 3           | 0          |
| S. Owello       | 28          | 1           | 2           | 0           | 3                 | 0                 | 0                 | 0                 | 31       | 1      | 2           | 0          |
| J. Castro       | 7           | 2           | 0           | 0           | 3                 | 2                 | 0                 | 0                 | 10       | 4      | 0           | 0          |
| Z. Tripić       | 28          | 6           | 4           | 0           | 4                 | 2                 | 0                 | 0                 | 32       | 8      | 4           | 0          |
| E. Børufsen     | 23          | 3           | 4           | 0           | 3                 | 0                 | 0                 | 0                 | 26       | 3      | 4           | 0          |
| B. Acosta       | 25          | 2           | 2           | 1           | 3                 | 1                 | 1                 | 0                 | 28       | 3      | 3           | 1          |
| A. Lind         | 12          | 0           | 0           | 0           | 1                 | 1                 | 0                 | 0                 | 13       | 1      | 0           | 0          |
| G. Kristjánsson | 29          | 2           | 4           | 0           | 3                 | 0                 | 2                 | 0                 | 32       | 2      | 6           | 0          |
| M. Vilhjálmsson | 22          | 5           | 1           | 0           | 3                 | 4                 | 1                 | 0                 | 25       | 9      | 2           | 0          |
| J. Norheim      | 0           | 0           | 0           | 0           | 0                 | 0                 | 0                 | 0                 | 0        | 0      | 0           | 0          |
| J. Hodnemyr     | 1           | 0           | 0           | 0           | 1                 | 0                 | 0                 | 0                 | 2        | 0      | 0           | 0          |
| L. Salvesen     | 3           | 1           | 0           | 0           | 0                 | 0                 | 0                 | 0                 | 3        | 1      | 0           | 0          |
| P. V. Heigre    | 1           | -1          | 0           | 0           | 0                 | 0                 | 0                 | 0                 | 1        | -1     | 0           | 0          |
| R. Skårdal      | 0           | 0           | 0           | 0           | 0                 | 0                 | 0                 | 0                 | 0        | 0      | 0           | 0          |
| J. Mathisen     | 4           | 0           | 0           | 0           | 0                 | 0                 | 0                 | 0                 | 4        | 0      | 0           | 0          |
| R. D. Vikstøl   | 27          | 2           | 3           | 0           | 3                 | 0                 | 2                 | 0                 | 30       | 2      | 5           | 0          |
| T. Reinertsen   | 9           | -20         | 0           | 0           | 3                 | -1                | 0                 | 0                 | 12       | -21    | 0           | 0          |
| P. Berg         | 1           | 0           | 0           | 0           | 1                 | 0                 | 0                 | 0                 | 2        | 0      | 0           | 0          |
| M. Rasmussen    | 1           | 0           | 0           | 0           | 2                 | 0                 | 0                 | 0                 | 3        | 0      | 0           | 0          |
| A. Nouri        | 22          | 1           | 1           | 0           | 4                 | 0                 | 0                 | 0                 | 26       | 1      | 1           | 0          |
| F. Paniagua     | 15          | 0           | 2           | 0           | 1                 | 0                 | 0                 | 0                 | 16       | 0      | 2           | 0          |